# Освобождение (журнал)
«Освобожде́ние» (1902—1905) — журнал, основанный Петром Бернгардовичем Струве в 1902 году после его эмиграции за границу. Выходил в свет довольно регулярно, примерно два раза в месяц и принадлежал к числу наиболее распространенных и наиболее влиятельных нелегальных русских журналов. Всего вышло 79 номеров журнала.

## История возникновения журнала
В начале 1901 года за участие в демонстрации около Казанского собора против отдачи в солдаты политизированных студентов учёный, бывший участник социал-демократического движения, имевший опыт редактирования журналов, Пётр Струве оказался отправленным в ссылку на два года. Он выбрал Тверь, тогдашняя административная практика позволяла это сделать. Ему нужна была атмосфера самого передового земства. Там он не оставлял своих стремлений на объединение всех противников самодержавия. Неожиданно летом к нему приехал друг и горячий поклонник, богатый помещик, земец и издатель Д. Е. Жуковский. Именно его деньги давали часть поддержки газете «Искра» и должны были пойти на журнал «Современное обозрение» (совместный проект Струве и группы «Искры», который был подготовлен в январе до его ареста). На этот раз визит содержал предложение о запуске журнала за границей с одним условием: оно должно быть избавлено от влияния социалистов. Устанавливалась свобода редакторской политики, сказанное подкреплялось 30 тыс. руб. золотом. Теперь нужно было выбираться из ссылки, и Струве подал документы на выезд за границу. Будущее сулило очень и очень долгую эмиграцию: такова была повсеместная уверенность в незыблемости режима.
Чтобы не терять времени, Струве привлёк к делу своего бывшего сотрудника по журналу «Начало» В. Я. Богучарского, разделявшего его ревизионистские взгляды на марксизм. В следующие полгода он исколесил центр и юг России, устанавливая контакты с сочувствующими делу освобождения страны от авторитарного режима интеллектуалами, виделся в Крыму с А. М. Горьким и А. П. Чеховым, причём последний обещал своё сотрудничество.
К концу 1901 года с помощью своих влиятельных друзей-земцев Струве удалось уехать за границу. Оттуда полетели письма к группам и либералов, и социалистов, и беспартийных, и этнических меньшинств с призывами поддержать его планы. С самого начала Струве обратился к своим прежним друзьям — социал-демократам. 30 декабря 1901 года он написал П. Б. Аксельроду:

Хотя я и разошёлся во взглядах с Вами и Вашими ближайшими сотоварищами по делу, тем не менее у меня по отношению к Вам сохранились самые лучшие чувства.— 
В начале нового 1902 года Струве приехал в Мюнхен, чтобы наладить контакты с редакторами «Искры». В. И. Ленин наотрез отказался от этой встречи. Переговоры же с эсерами прошли успешно. Последние не видели в либералах соперников и продемонстрировали явное стремление к сотрудничеству в борьбе с самодержавием. Что касается национальных меньшинств, то Струве удалось наладить рабочие отношения с финской оппозицией.
До февраля 1902 года Струве и Богучарский представляли сами себя. Новый этап ознаменовался встречей в Москве Богучарского, Жуковского и их товарищей с представителями конституционного крыла земцев, возглавляемого И. И. Петрункевичем, намеревавшихся выпускать своё свободное, заграничное издание. Дальше непосредственно со Струве в основном вёл переговоры его знакомый Д. И. Шаховской, имеющий большой опыт издательского дела. В двадцатых числах мая в Гайсбург, пригород Штутгарта, где расположил редакцию Струве, прибыла делегация земцев. Ими было поддержано название журнала, данное принимающей стороной, выражено согласие о полной независимости редактора и взято на себя бремя финансирования. Для задуманного дела Гайсбург был выбран неслучайно. Несколько сот его жителей придерживалось социал-демократических убеждений, и сохранить анонимность сотрудникам имперской полиции было весьма проблематично. Шаховской и Н. Н. Львов привезли с собой программную статью, написанную П. Н. Милюковым и одобренную на московской встрече конституционалистов. Она включала в себя положения, которые в 1905 году вошли в Манифест 17 октября: о гарантии гражданских свобод, о равенстве перед законом и создании демократического парламента, контролирующего работу министров кабинета и бюджет.

## Первые два года издания журнала (1902—1903)

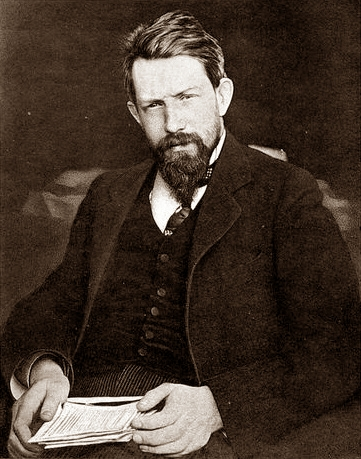
Пётр Струве

Сам Струве полностью одобрял положения этой программы, о чём он написал 1 июля 1902 года в первом номере «Освобождения», представляя её на страницах журнала. Тем не менее он наотрез отказался принять её в качестве идеологической платформы издания. В 1902 году Струве считал, что дело русской свободы нуждается в поддержке земств — единственного средоточия легальной оппозиционной активности в стране. Однако большинство земцев в тот период было настроено антиконституционалистски, следовательно, отождествление «Освобождения» со сторонниками конституции могло отвратить от него земское движение. Поэтому параллельно в первом номере Струве напечатал политическое заявление земцев, выражающее более консервативные взгляды. Струве верил, что сама жизнь заставит земское большинство стать левее, а социал-демократов Ленина и Плеханова переместит на более правые позиции.
Однако не произошло ни первого, ни второго. Глава консервативного крыла земцев, председатель московской губернской управы Д. Н. Шипов был попросту обманут министром внутренних дел В. К. Плеве с помощью пустого обещания допустить земцев к управлению государством в обмен на отказ от политической деятельности. Доктринёры же от социал-демократии считали, что история уготовила им роль гегемона в будущих политических событиях.
Поначалу состав редакции состоял из четы Струве и молодого радикала Р. Д. Стрельцова, исполнявшего обязанности технического секретаря. Летом 1903 года её состав пополнился Ю. Г. Топорковой, которая с помощью сторонников журнала совершила побег из вологодской ссылки. На неё легли обязанности секретаря редакции. О самом редакторе журналистка А. В. Тыркова, жившая долгое время вынужденной эмиграции рядом и сотрудничавшая с журналом, вспоминала:

У него была отличная память, в особенности книжная. Он запоминал факты, аргументы, цифры, подробности полемики, мысли, мог цитировать целые страницы. Все это не лежало сырым грузом, а непрерывно перерабатывалось в его ёмкой мозговой лаборатории. … для Струве не было ничего раз и навсегда, никаких незыблемых политических или экономических выводов. Его сила, его редкое интеллектуальное обаяние состояло в том, что в его неугомонном мозгу вдруг разверзались шлюзы, прежние наслоения смывались, на их место из глубины всплывали новые обобщения, если не озарения.— 
По нескольку месяцев в редакции работали и оказывали помощь Струве историк А. А. Корнилов и философ С. Л. Франк.
Не имея затруднений со средствами, оптимальный тираж Струве всё равно искал методом проб. Так, первый номер допечатывался пять раз до общего тиража 3 тыс. экз., через два месяца он возрос до 4 тыс., ещё один понадобился, чтобы достичь объёма в 6,5 тыс. К этому времени издание начало печататься трёх типов: для легального распространения за границей его издавали под обложкой на плотной бумаге; для тайной перевозки в Россию журнал выходил без обложки; для пересылки подписчикам он печатался на очень тонкой бумаге, сродни нынешней кальке.
Большинство экземпляров покупалось российскими путешественниками, которых перебывало за границей около 200 тыс. человек в год. Именно их ждали свежие номера во всех книжных магазинах Германии, а также в Швейцарии, Франции, Австрии, Италии, Англии и США. Всего в 24 городах Европы и в Нью-Йорке.
О роли этого тонкого, от 16 до 32 страниц, журнала в четвертую долю листа свидетельствует в ноябре 1902 года его внимательный читатель, глава Берлинского бюро охранки А. М. Гартинг в депеше своему шефу, главе Парижского бюро охранного отделения Л. А. Ратаеву:

Придавая газете «Освобождение» значение предприятия, заслуживающего политического внимания и уважения, наиболее компетентные элементы утверждают, что либеральное движение в России настолько, будто бы, окрепло и соорганизовано, что в конце концов, и в самом ближайшем будущем, явится неизбежным фактором падения самодержавия.— 
Донесение в своём начале отмечает особенный характер журнала: это была общенародная трибуна. В редакторской статье ещё первого номера говорилось:

Не разъединять, а объединять наша задача. Культурное и политическое освобождение России не может быть ни исключительно, ни преимущественно делом одного класса, одной партии, одного учения. Оно должно стать делом национальным, или общенародным…— 
С неправительственной стороны заслуживает внимания мнение о журнале сына А. И. Герцена, А. А. Герцена, высказанное им после выхода в свет семи его номеров:

Помните, я Вам сначала писал, что в первый раз за границей издание напоминает мне отцовский «Колокол»? Теперь я могу сказать более: «Освобождение» заменяет «Колокол».— Из письма А. А. Герцена П. Б. Струве. 3 октября 1902 г. 

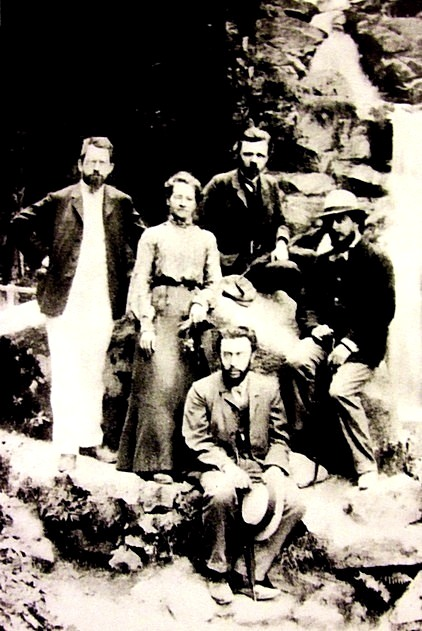
Группа основателей «Союза освобождения» в 1902 г. в Германии (слева направо): Пётр Струве, Нина Струве, Василий Богучарский, Николай Бердяев и Семён Франк (внизу).

Из-за угрозы арестов за участие в нелегальной деятельности все авторы журнала скрыли свои настоящие имена за псевдонимами. Только редактор называл себя открыто: на каждой обложке после название было набрано «Издаётся под редакцией Петра Струве». В круг авторов, псевдонимы которых удалось раскрыть, входили: П. Н. Милюков, В. Д. Набоков, Д. И. Шаховской, И. И. Петрункевич, Н. А. Бердяев, С. Н. Прокопович, А. Ф. Кони, С. Н. Булгаков, В. И. Вернадский, Е. Д. Кускова, М. А. Волошин, В. Г. Короленко, С. Л. Франк, Е. В. Тарле, Н. Ф. Анненский и многие другие. Журнал получали и священник Полтавской губернии, и министр просвещения Ванновский, и Чехов. Распространением была охвачена почти вся империя: от Варшавы до станции Байкал, от Олонецкой губернии на севере до Самарканда.
К декабрю Струве разочаровался в действиях земцев крыла Шипова: на этот раз они продемонстрировали ошибку в лице главы земской оппозиции курской губернии М. А. Стаховича, поверив властям, которые обещали в случае отказа от политической деятельности расширить полномочия земцев в самоуправлении. Он назвал их печальными промахами, которые на руку одной только бюрократии.
В конце 1902 года «Освобождение» стало выступать за сплочение либералов путём создания нелегальной организации для установления конституционного порядка в России. При этом из тактических соображений Струве из номера в номер выражал поддержку революционным партиям и группам, делая это в целях сплочения противников самодержавия. В тех же статьях он стремился представить отдельные проявления радикалов, в том числе их пропагандистскую деятельность, как культурную миссию. Последнее делалось для того, чтобы уменьшить неприязнь либералов к представителям крайних политических течений. Сторонники журнала решили собраться за границей на конференцию, чтобы решить задачу объединения в одну организацию. Она прошла в швейцарском городе Шаффхаузене 2—4 августа 1903 года. Там собрались земцы и умеренные левые. Первых представляли И. И. Петрункевич, Пётр Д. Долгоруков, Д. И. Шаховской, Н. Н. Львов, В. И. Вернадский, С. А. Котляревский, Ф. И. Родичев, Д. Е. Жуковский. Вторую группу составили П. Б. Струве, Н. А. Бердяев, С. Н. Булгаков, С. Л. Франк, Б. А. Кистяковский, Е. Д. Кускова, С. Н. Прокопович, П. И. Новгородцев, И. М. Гревс и В. В. Водовозов. На этой встрече было положено начало «Союзу освобождения». Поразительным образом при его создании редакция сохранила свою независимость. А тот напротив брал на себя обязательства, закреплённые в Уставе:

 Союз всеми имеющимися в его распоряжении силами будет поддерживать и распространять «Освобождение». — 
Департаменту полиции было необходимо уничтожить центр оппозиции. После неудачи слежки за редакцией, которую пришлось в августе 1903 года отменить, стражи российской госбезопасности добились обыска от германской стороны. Результат оказался ничтожным. А журнал к началу второго года издания достиг тиража в 7—7,5 тыс. экз.

## Способы доставки журнала и издательская деятельность редактора
Первоначально редакция журнала рассылала адресатам изданные номера по почте. Однако такой способ оказался неудачным, поскольку по однообразию конвертов и подписей легко было вычислить корреспонденцию, интересующую полицию и цензурный комитет. Нужны были другие методы. Наиболее подходящим оказался способ пересылки журнала через доверенных лиц. Можно назвать 47 городов, в основном европейских, в которых были найдены люди либо нуждающиеся в заработке, либо сочувствующие делу освобождения России, которые за определенную плату надписывали и посылали по имевшемуся у них списку половину номера подписчику. Вторую половину он получал из другого города, а иной раз и из другой страны. Управлением конвейера по доставке журнала ведала в редакции жена Струве, Нина Александровна. Общими усилиями были налажены пути контрабандной доставки журнала в Россию, ведущую роль в которых играли город Мемель в Восточной Пруссии и железная дорога в Финляндии, соединявшая Хельсинки с Выборгом.
Что касается каналов переправки через Германию, то их известно несколько. Так, судя по письмам жены редактора — Н. А. Струве — господину Минке в Гайсбург (Herr Minka), он занимался рассылкой журнала в Россию, получая груз из редакции с указаниями каким маршрутом и сколько материала отправлять. Минимальный транспорт — 15 кг — уходил по маршруту в Санкт-Петербург через Иркутск, Кавказ. Также следует упомянуть несколько писем М. Вальтера (М. Walter), который был знаком с г-ном Минкой и точно так же помогал переправить нелегальный журнал в Россию — в Петербург и Батум, через Ригу, Виндау, Стокгольм. Упоминаются Р. Меккелейн (Richard Mekkelein), Натан (Nathan), Деканози (Тифлис, Батум), участвовавшие в организации отправки транспортов в Россию.
Центральной фигурой таких операций в Финляндии был политик-националист Конни Циллиакус. Он получал посылки в Швеции, переупаковывал их и под видом коммерческого груза или в чемоданах с двойным дном переправлял их на свою родину. Через финско-русскую границу груз перевозил уже «Союз освобождения». Масштабы доставки финнами нелегальной литературы можно оценить по тому факту, что только в одном 1902 году они переправили 10 тонн этой литературы самых разных видов. Время журнала в пути составляло три-четыре недели. Для изданий, требовавших ускоренной доставки, у финнов была разработана схема переправки, в которую были задействованы профессиональные контрабандисты. Она оказывалась в пять раз дороже обычной и ею пользовались для оперативной доставки «Листка „Освобождения“», который выходил во время русско-японской войны 1904—1905 гг. Всего было издано 26 номеров этого приложения к журналу.
Кроме этих двух изданий Струве выпускал ежегодник журнала под тем же названием. Он имел задачу познакомить читателей с крупными теоретическими работами. Вышло два номера этого ежегодника (за 1903 и 1904 годы). Выпускались также специальные брошюры, содержавшие огромное количество документальных материалов: по рабочему законодательству, еврейскому вопросу, о земских съездах и тому подобное. Кроме того Струве профинансировал издание нескольких монографий, посвящённых истории борьбы с самодержавием, в том числе сборник политических трудов М. П. Драгоманова, историю общественных движений в России времени Александра II, написанную историком А. А. Корниловым, а также впервые полный текст воспоминаний революционера В. К. Дебогория-Мокриевича. Таким образом Струве удалось организовать издательский центр, сравнимый с «Вольной русской прессой» Герцена. В конце 1904 года он сам сравнивал собственные усилия с деятельностью своих предшественников:

Продолжать [дело] Герцена и Драгоманова не значит просто повторять их идеи. Это значит питать и распространять тот широкий, не скованный никакими доктринами и в то же время твёрдый дух борьбы за всестороннюю свободу личности и общества, который всё время, как огонь неугасимый, поддерживали эти два деятеля свободного русского слова.— Откуда и куда? // Освобождение. Сборник статей и материалов. – II. - 1904.

## Время русско-японской войны и первой революции в России
Новый 1904 год принёс войну с Японией. Взоры её подрывных органов обратились в сторону оппозиционных властям противника организаций. Непонимание души российских либералов привело подданных микадо в редакцию с предложением работать на Японию. Дважды старания агентов разведки оканчивались выставлением их за порог.
В конце июня 1904 года министр внутренних дел В. К. Плеве сделал запрос германскому посольству о возможности закрытия «Освобождения». Предупреждённый друзьями Струве тогда же начал подготовку для переезда редакции в Париж. Он состоялся в сентябре того же года.
Усилия либералов заставили режим в начале ноября после первого легального Земского съезда и последовавшей банкетной кампании дать послабления печати. Освобожденцы в Петербурге наладили выпуск двух газет. В результате полиция озадаченно констатировала, что «Струве стал печатать свои статьи не в „Освобождении“, а в „Нашей жизни“, прикрывшись всем известным псевдонимом „Истурбин“». Перестав быть связанным задачей донести последние новости читателю, редактор отказался от регулярного раз в две недели выхода в свет журнала. После зимы он стал выходить где-то раз в месяц: с февраля по октябрь 1905 года вышло двенадцать выпусков. Можно было повысить качество, и тираж возрос до 10—10,7 тыс. экз. Причём в год революции интерес к «Освобождению» на родине падал, а вне её рос.
Ясно было, что конституции быть. Самым главным заделом на будущее стало обсуждение её проекта. Первыми из трёх фракций либерального движения: консервативного, центристского и «Союза освобождения» разработку закончила более организованная. Этот начальный вариант родился ещё в октябре 1904 г. в результате деятельности группы юристов из состава союза: В. В. Водовозова, В. М. Гессена, Н. Ф. Анненского, И. В. Гессена, Ф. Ф. Кокошкина, П. Н. Новгородцева, С. А. Котляревского, И. И. Петрункевича, Г. И. Шрейдера. Анонс публикации вышел в «Освобождении» в начале февраля 1905 года, а 2 апреля там же было объявлено, что проект конституции под названием «Основной государственный закон Российской империи» вышел к читателю.
Сегодняшний день требовал от либерального движения взаимодействия со всеми активными классами и сословиями. Предыдущая программа «Союза освобождения» объединяла людей добивающихся политической свободы. Нынешняя должна была выражать ещё и интересы рабочего движения, и вот-вот готового вспыхнуть аграрного. Пропаганда создания широкой либеральной партии началась ещё с того же октября 1904 года. Чаемая программа была принята на III съезде «Союза освобождения» в марте революционного года. В ней появились разделы и по рабочему, и по крестьянскому вопросам, и по делам национальностей. Распространяли его страницы авторитетного «Освобождения».
Не стоит думать, что всё шло так гладко. В бурлящем котле революции многих разносило в разные стороны. Вот что Струве писал в июне историку А. А. Корнилову, бывшему одно время его сотрудником, что «через три месяца прекратит издание „Освобождения“, так как союз не в силах поддерживать журнал… Всё это не было бы так грустно, если бы и в этих вещах не сказывались с плачевной ясностью факты дезорганизации и бессилия освобожденцев».
В июне стало известно о намерении высшей власти учредить долгожданную Думу, которая должна иметь законосовещательный характер. В связи с выработкой отношения к нововведению в июле состоялся очередной съезд земско-городских деятелей. Это событие на своей странице приветствовал редактор, говоря о том, что рождается державная нация, осознавшая свои права, а для её становления нужна своя партия, непременно конституционная и демократическая. Её возникновение произошло осенью и совпало с успехом всеобщей забастовки.
Очередной выпуск «Освобождения» состоялся 5 октября. А на следующий день его известный читатель граф С. Ю. Витте попросил аудиенции у государя. Через три дня, выступая перед Николаем II, он доказывал ему, что осталось две возможности: или назначить диктатора, или согласиться на крупные политические уступки. Оставшемуся в раздумьях императору он оставил свои заметки.

Анализируя записку Витте, можно увидеть, что он был знаком с программой «Союза освобождения» и, в частности, с публикациями Струве, его главного теоретика. Он предлагал принять платформу, которую Струве отстаивал на страницах «Освобождения»…: лозунг «свобода» должен стать лозунгом правительственной деятельности. Другого выхода для спасения государства нет.— Пайпс Р. Русская революция. Кн. 1. - М.: Захаров. - 2005. - С. 58.
До капитуляции царизма оставались дни.
А редактор жил известиями из бушующей России. Он ежедневно покупал и утренние, и вечерние выпуски газет и просматривал их прямо на улице. Долгожданное известие пришло к нему прямо домой листком телеграммы от знакомого работника телеграфного агентства Петербурга и члена «Союза освобождения» Г. Б. Иоллоса. На следующий день поезд мчал по сути и не эмигранта по направлению к столице освободившейся родины. Чужой паспорт, запасённый накануне не понадобился: всё тот же Иоллос нашёл его на берлинском вокзале с известием, что по ходатайству Витте он более не считается государственным преступником, государь даровал ему прощение. Только 26 ноября после горячки октябрьских дней и последовавших раздумий о судьбе журнала Струве опубликовал объявление о приостановке его выхода. По причине выполнения своей роли он больше не возобновлялся.